# Hooliganregisteret
Hooliganregisteret er en betegnelse for et indeks over personer, der af Danmarks politi har fået en generel karantæne fra at opholde sig ved bestemte idrætsbegivenheder. En generel karantæne kan vare op til to år og udstedes ved begrundet mistanke om, at personen har begået visse lovovertrædelser i forbindelse med en bestemt idrætsbegivenhed. Personer registreres i medfør af 'Lov om sikkerhed ved bestemte idrætsbegivenheder', der blev vedtaget i Folketinget den 22. april 2008 og trådte i kraft 1. juli samme år. Lovens erklærede formål er at "forebygge uroligheder og øge sikkerheden for tilskuere og andre tilstedeværende ved bestemte idrætsbegivenheder." Loven blev vedtaget efter længere tids offentlig debat. Enhedslisten, dele af Det Radikale Venstre og to medlemmer af Socialistisk Folkeparti stemte imod lovforslaget.

## Lov
Politiet kan optage personer i registeret, hvis følgende betingelser er opfyldt:
1. "Der er begrundet mistanke om, at den pågældende i forbindelse med en bestemt idrætsbegivenhed har begået en overtrædelse af straffelovens § 119, stk. 1, §§ 121, 134 a, 264, 266, 266 b eller 291, en overtrædelse, der er omfattet af straffelovens kapitel 25, eller en overtrædelse af lovgivningen om euforiserende stoffer, lovgivningen om våben og eksplosivstoffer, lovgivningen om fyrværkeri eller § 3 i ordensbekendtgørelsen [...]."[a]
2. "Der er bestemte grunde til at antage, at den pågældende ellers på ny vil foretage strafbare handlinger inden for det område, som karantænen vil omfatte."[b]

Den karantæneramte skal opholde sig minimum 500 meter fra idrætsbegivenheden gældende fra seks timer inden til seks timer efter idrætsbegivenheden har fundet sted. Karantænen træder i kraft, når pågældende modtager den skriftlige afgørelse fra politidirektøren. Den karantæneramte kan inden for en tidsfrist på fire uger anmode politiet om, at afgørelsen indbringes for domstolene. En generel karantæne omfatter fodboldlandskampe, alle fodboldkampe med deltagelse af hold fra Superligaen, 1. og 2. division samt internationale kampe i UEFA-regi, der afvikles i Danmark.
Justitsministeren har i forbindelse med lovforslagets vedtagelse nærmere redegjort for, hvor alvorlig en overtrædelse af navnlig ordensbekendtgørelsen der skal foreligge, før en karantæne kan tildeles. Retsudvalgets spørgsmål 9 til lovforslaget lød: "Kan en fodboldfan, der f.eks. urinerer i en busk på vej til eller fra en fodboldkamp, optages i registeret?" Justitsministeren anførte følgende i sin besvarelse:
"Den omstændighed, at en person har overtrådt § 3 i ordensbekendtgørelsen i forbindelse med en fodboldkamp, [vil] imidlertid ikke i sig selv kunne danne grundlag for meddelelse af en generel karantæne. I medfør af § 2, stk. 1, nr. 2, vil det således derudover være en betingelse, at politiet kan pege på konkrete omstændigheder, der sandsynliggør, at den pågældende ellers på ny vil foretage strafbare handlinger i forbindelse med fodboldkampe. En konkret vurdering af baggrunden for og karakteren af det relevante strafbare forhold vil derfor kunne føre til, at der ikke kan meddeles karantæne, fordi der ikke foreligger det fornødne konkrete grundlag for at antage, at den pågældende i fremtiden vil deltage i eller forårsage uroligheder i forbindelse med fodboldkampe. Hvis en person f.eks. kun én gang har begået et strafbart forhold i forbindelse med en fodboldkamp, vil det således være en forudsætning for en karantæne, at politiet kan pege på – andre – konkrete omstændigheder, der sandsynliggør en sådan tilknytning til hooligan-miljøet, at det må antages, at den pågældende på ny vil begå strafbare handlinger i forbindelse med fodboldkampe. Det skal i den forbindelse fremhæves, at det i pkt. 3.4.3. i de almindelige bemærkninger til lovforslaget eksplicit anføres, at dette i særlig grad vil gøre sig gældende, hvis den foreliggende overtrædelse er af mindre alvorlig karakter. Dette vil naturligvis bl.a. være tilfældet ved mere bagatelagtige overtrædelser af § 3 i ordensbekendtgørelsen."
På denne baggrund synes politiet ikke at kunne tildele karantæner til tilskuere, der alene begår mindre alvorlige og ikke-voldelige strafbare overtrædelser, herunder urinering på gaden eller støjende opførsel, idet justitsministeren i sin besvarelse anfører, at politiet skal kunne pege på omstændigheder, der sandsynliggør en tilknytning til hooligan-miljøet.

## Debat
Registeret har været udsat for en del kritik fra især fanfraktioner, der frygter, at registeret vil skade fankulturen.
Bekymringen fra fanfraktionerne går på, at fans, der er aktive på tribunerne uden at være voldelige, vil komme i registeret. Denne bekymring har medført, at kritikere kalder registeret for et "fanregister". Ligeledes er der en bekymring for, at registeret vil have en ringe effekt, da hooligans ofte slås på afsidesliggende steder uden for stadionerne. Et andet argument er, at registeret er unødvendigt, idet der findes relativt få hooligans i Danmark.
Foreningen Danske Fodbold Fanklubber (DFF) blev hørt i forbindelse med lovforslagets vedtagelse, hvor de ud over at fremsætte kritik også var positive omkring dele af forslaget. DFF foreslog blandt andet, at ordningen blev udvidet til at omfatte kampe i 2. division.
I november 2006 meddelte DSB, at de bakkede op om Espersens lovforslag grundet problemer med hooligans, der forvoldte skader på tog. I oktober 2005 havde personer med relation til Brøndby IF forvoldt skader på toginventar for 40.000 kroner, og i årene mellem 2004-06 havde DSB oplevet fire lignende tilfælde. I alt var der blevet forvoldt skader for 200.000 kroner i direkte omkostninger, og ifølge DSB havde hændelserne også forårsaget forsinkelser.
Under diverse fodboldkampe sang især fans af fodboldklubben Brøndby IF en protestsang rettet mod den daværende justitsminister, Lene Espersen.

### Retssikkerhed
Visse retssikkerhedmæssige aspekter ved hooliganregisteret har været omdiskuteret, idet en fan blot på baggrund af en sigtelse kan tildeles en karantæne, der forbyder ham adgang til hovedparten af danske stadions i op til to år. Karantæner har virkning øjeblikkeligt, og uden at sagen behøver at være indbragt for en domstol. Dette mødte kritik fra Retssikkerhedsfondens Vagn Greve, der udtalte: "Politiet kan rejse sigtelse på et meget tyndt grundlag, og det viser sig jo ofte ved domstolene, at en sigtelse ikke nødvendigvis fører til dom. Derfor er det yderst kritisabelt, at man gør indgreb i borgernes bevægelsesfrihed på den baggrund alene."
Til dette udtalte justitsminister Lene Espersen, der var initiativtageren bag registeret: "Der findes adskillige andre eksempler på, at politiet kan udstede bøder og tilhold uden domstolene kommer ind over. Det kender vi blandt andet fra restaurationsmiljøet, hvor politiet kan udstede tilhold til den enkelte beværtning. Desuden er det jo ikke en hvilken som helst tilfældig betjent, der kan udstede karantæne til den pågældende fan. Det er en chargeret betjent, hvilket igen giver mere sikkerhed for den enkelte."
Et andet element ved registeret er, at den karantænedømte selv skal anmode om, at sagen indbringes for domstolene. Dette er også blevet kritiseret af Retssikkerhedsfonden, der mener, at anklagemyndigheden skal anlægge sag. Om dette udtalte Claus Helgesen, formand for Brøndby Support: "Det er lidt bekymrende for retssikkerheden. Danmark er kendt for nogle gode retsprincipper, hvor man er uskyldig til det modsatte er bevist. Lige pludselig bliver der for fodboldfans tale om omvendt bevisførelse, hvor man selv skal gå til domstolen, hvis man vil bevise sin uskyld."

## Effekt
I januar 2011 resulterede loven for første gang i en fængselsdom, da en 20-årig mand blev dømt til 10 dages fængsel efter to gange at have overtrådt stadiontilholdet på 500 meter. Manden var blevet opført i registeret i 2009 og havde ved første overtrædelse af karantænen i 2010 modtaget en bøde på 5000 kroner. Manden blev ved begge overtrædelser taget sammen med personer fra ungdomsafdelingen af F.C. Københavns uofficielle fanfraktion Copenhagen Casuals, der er berygtet for at deltage i slåskampe med andre fans. Første gang var det i forbindelse med en kamp mellem FCK og Brøndby IF i Parken, og anden gang var det nær Tårnby Stadion omkring tidspunktet for en kamp mellem Kastrup og Lyngby Boldklub.

### Rigspolitiets tal
I maj 2010 oplyste Rigspolitiet, at 20 personer stod opført i registeret, og at der blev holdt øje med yderligere 200 personer.
I januar 2013 viste tal fra Rigspolitiet ifølge DR, at 66 personer stod opført i hooliganregisteret, og at i alt 94 personer var blevet opført i registeret siden loven trådte i kraft i 2008. Endvidere havde 491 fodboldfans et "gult kort" i Kriminalregisteret og risikerede dermed karantæne ved yderligere uroskabende adfærd ved en idrætsbegivenhed. Rigspolitiets tal var for Dansk Folkepartis retsordfører Peter Skaarup en indikation af, at loven burde strammes yderligere. Skaarup mente også, at det skulle have større konsekvens, når karantæneramte personer forsøgte at komme ind på stadion, og at straffen ved kast af fyrværkeri burde være hårdere. Justitsminister Morten Bødskov (S) arbejdede dengang på et lovforslag, der havde til hensigt at stramme registeret, så blot en enkelt grov forseelse ved en idrætsbegivenhed ville medføre karantæne. Derudover indeholdt lovforslaget, at karantæneramte tilskuere skulle opholde sig minimum tre kilometer fra stadion ved udekampe frem for 500 meter. Ifølge DFF viste tallene, at registeret virker efter hensigten.